# Jan Heweliusz (Schiff)
Die Jan Heweliusz war eine polnische RoRo-Eisenbahnfähre der Polskie Linie Oceaniczne mit Sitz in Gdynia (Gdingen). Das Schiff sank am 14. Januar 1993 in der Ostsee, wobei 55 Menschen ums Leben kamen.

## Das Schiff
Die Jan Heweliusz wurde 1977 in Brevik (Norwegen) auf der Werft Trosvik Versted gebaut. Das nach dem Astronomen Johannes Hevelius (1611–1687) benannte Schiff wurde auf der Eisenbahnfährverbindung zwischen Ystad in Schweden und Swinemünde (Polen) eingesetzt. Schon mit der Jungfernfahrt im Juli 1977, als an der Maschine ein Lagerschaden auftrat, begann eine nicht endende Pannenserie, die dieses Schiff bis zu seinem Untergang im Jahr 1993 begleitete. Erstmals kam es schon 1977 zu einer Kollision mit einer Kaimauer im Hafen von Ystad.

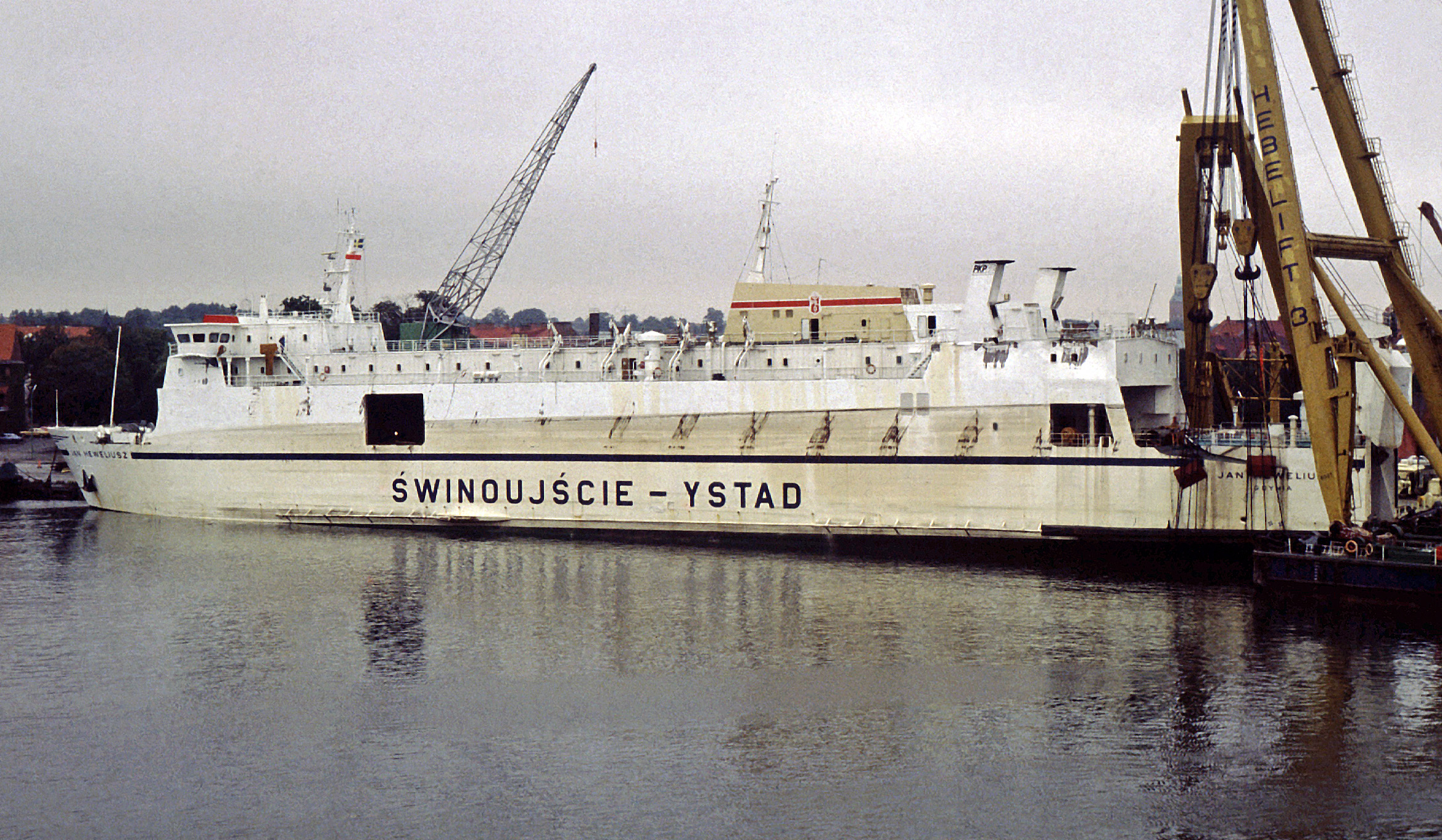
Jan Heweliusz 1982 bei der Bergung in Ystad

Im Jahr 1978 bekam die Jan Heweliusz aufgrund einer Fehlbeladung zum ersten Mal starke Schlagseite. Mit viel Glück gelang es der Besatzung, das Schiff wieder zu stabilisieren. Im August 1982 kenterte das Schiff ein weiteres Mal, nachdem es im Hafenbecken von Ystad festliegend mit sieben Güterwagen für den Transport von Zement vermutlich einseitig beladen worden war, und lag dort über mehrere Monate mit der linken Brückennock an der Kaimauer. Auch hier gelang es mittels großer Kräne, das Schiff wieder aufzurichten, so dass es im November desselben Jahres wieder den Betrieb aufnehmen konnte. Im Januar 1983 kippten zwei LKW auf dem Ladungsdeck, die nicht oder nur unzureichend gesichert waren. Die Besatzung hatte Mühe, das Schiff zu stabilisieren. Mehrfach kam es zu Kollisionen und Beinahe-Unfällen mit den Hafenanlagen oder anderen Schiffen, wie einem schwedischen Zollboot im Jahr 1987.
Im September 1986 kam es an Bord zu einem Brand durch ein Kühlaggregat eines LKW, der sich auf fünf weitere Lastwagen ausdehnte. 23 Passagiere und ein Teil der Besatzung mussten sich in die Rettungsboote begeben, während der andere Teil der Besatzung mit Löscharbeiten beschäftigt war. Das Schiff musste danach zur Reparatur in die Werft.

## Der Untergang
Am 14. Januar 1993 sank das Schiff, das sich auf dem Weg von Swinemünde nach Ystad befand, vor der Küste der Insel Rügen im Orkan Verena bei Windgeschwindigkeiten von etwa 160 km/h und bis zu vier Meter hohen Wellen. Die Fähre war mit 28 Lastwagen und zehn Eisenbahnwagen beladen, die offenbar schlecht oder gar nicht gesichert waren. Um 03.28 Uhr meldete die Besatzung Probleme mit der Ladung, um 04.35 Uhr bekam das Schiff 30 Grad Schlagseite, die Passagiere wurden an die Rettungsstationen beordert. Um 04.37 Uhr wurde der erste Funkruf mit der Bitte um sofortige Hilfe abgesetzt. Um 04.45 Uhr rief die Besatzung „Mayday“, das Schiff hatte da bereits 70 Grad Schlagseite. Nach dem zweiten Notruf um 05.27 Uhr verschwand das Schiff von den Radarschirmen, um 05.50 Uhr trieb es kieloben, bis es schließlich gegen 11.00 Uhr 20 Seemeilen östlich von Jasmund sank.
Trotz sofort eingeleiteter Rettungsmaßnahmen konnten nur neun Besatzungsmitglieder gerettet werden. Aufgrund der Passagierlisten wird vermutet, dass 55 Menschen ums Leben kamen, 35 Passagiere und 20 Besatzungsmitglieder aus insgesamt acht Ländern (Polen, Schweden, Norwegen, Tschechien, Rumänien, Ungarn, Österreich, Jugoslawien). Jedoch konnten nur 37 Leichen geborgen werden.
1999 stellte das Seefahrtsamt in Gdynia fest, dass das Schiff nicht hätte auslaufen dürfen, da es nicht seetüchtig war. Bereits vor dem Unglück waren Probleme mit dem Ballastsystem bekannt geworden. Ursache des Untergangs war wahrscheinlich ein defektes Ladetor. Die Jan Heweliusz war kurz zuvor im schwedischen Hafen Ystad mit der Kaimauer kollidiert und offenbar nur ungenügend instand gesetzt worden. Selbst in einwandfreiem Zustand hätte das Schiff wegen des aufziehenden Unwetters nicht in See stechen sollen. Im nahegelegenen Sassnitz wurden von den deutschen Behörden sämtliche Fährverbindungen wegen des schlechten Wetters eingestellt.

## Das Wrack
Das Wrack der Jan Heweliusz wurde von der Reederei aufgegeben und war zwischenzeitlich zu einem Ziel von Sporttauchern in der Ostsee geworden. Es liegt markiert mit einem befeuerten Einzelgefahrzeichen bei 54° 36′ N, 14° 13′ O in minimal 10 bis maximal 25 Metern Tiefe auf seiner Backbordseite und ist vollständig mit den für die Ostsee typischen Miesmuscheln bewachsen. Bedingt durch erfolglose Bergungsversuche sind einige Teile des Oberdecks stark einsturzgefährdet. Die Heckklappe ist abgerissen und liegt abseits des Schiffs. Am Wrack kam es zu mehreren tödlichen Tauchunfällen.
Wegen der Position des Wracks in der Nähe einer vielbefahrenen Schifffahrtsroute besteht für Schiffe mit größerem Tiefgang eine gewisse Gefahr. Solange der Schiffskörper noch als Ganzes existiert, könnte ein durchgerosteter, tiefer sinkender Teil die entgegengesetzte Seite nach oben drücken. Um mögliche Gefahren zu erkennen, wird das Wrack in gewissen Abständen auf solche Höhenveränderungen überprüft. Beauftragt von deutschen Bundesbehörden ist dafür das Vermessungsschiff Deneb mit zwei Tauchern auf Wracksicherungsmission in der Ostsee unterwegs.

## Trivia
Das 1974 gebaute baugleiche Schwesterschiff hieß Mikolaj Kopernik, nach dem Astronomen Nikolaus Kopernikus. Es blieb bis 2009 im Dienst, seit dem Juni 2008 als Harput unter türkischer Flagge, und traf nach längerer Aufliegezeit am 3. Februar 2014 zur Verschrottung in Aliağa ein.

## Rezeption
- Die Dokumentarreihe Was geschah wirklich? mit Hendrik Hey thematisierte 1994 das Unglück in einer ihrer Episoden.
- Das Unglück wurde auch in einer Episode der polnischen Dokumentarreihe Czarny serial im Jahre 2001 thematisiert.[3]
- Die Deutsche Gesellschaft zur Rettung Schiffbrüchiger veröffentlichte 2023 einen 25-minütigen Dokumentarfilm zu der Havarie.[4]

## Belege
1. ↑  Ralph Sommer: „Jan Heweliusz“-Wrack verfällt: Todesfalle für Abenteurer. Schweriner Volkszeitung, veröffentlicht am 27. Januar 2011. Toter Weblink (404); Archiv-Version: Wayback-Machine Text-Kopie erstellt am 21. Januar 2021, abgerufen am 21. September 2024 Weitere Archiv-Version: Wayback-Machine Kopie mit Bild und Abo-Mauer, erstellt am 23. Juni 2023, abgerufen am 21. September 2024
2. ↑  Wracksuche in der Ostsee, 29-minütiger Dokumentarfilm von Michael Nieberg, gesendet am 16. Juni 2018 in der Reihe Die Reportage vom NDR, abgerufen am 29. Juni 2018.
3. ↑  FilmPolski.pl. Abgerufen am 16. Januar 2023 (polnisch).
4. ↑  Patrick Testa-Kreitz: Film: Der Untergang der „Jan Heweliusz“. Deutsche Gesellschaft zur Rettung Schiffbrüchiger, 2023, abgerufen am 20. März 2023.